# Blomstring (botanik)
Blomstring betegner den periode, hvor en- og tokimbladede planter forplanter sig.

## Fodnoter
1. ↑  "blomst (Blomstring)" i Den store danske. Sidst opdateret: 11.1.2010. Besøgt d. 3.12.2010

| Botanik | Spire Denne botanikartikel er en spire som bør udbygges. Du er velkommen til at hjælpe Wikipedia ved at udvide den. |